# Josef Wilhelm von der Linde
Josef Wilhelm von der Linde (* vor 1775; † nach 1818) war ein preußischer Oberstleutnant und Ritter des Ordens Pour le Mérite.

## Leben
Josef Wilhelm gehörte dem Adelsgeschlecht von der Linde an. Er war ein Sohn des Erbherrn auf Pruß im Kreis Konitz, Georg Nikolaus von der Linde (* ca. 1720; † vor 1812) und der Sophia Renata, geborene von Wussow.
Am 25. Oktober 1794 erhielt er als preußischer Sekondeleutnant im Regiment vacant Wildau zu Fuß für die Eroberung der bereits von polnischen Patrioten besetzten Brücke bei Magnuszewo in Polen mit „äußerster Bravour“, wobei er verwundet wurde, den Orden Pour le Mérite. Linde avancierte 1806 im Regiment zum Kapitän und war 1817 Oberstleutnant sowie Kommandeur im 4. Garnisonbataillon, wurde danach Kommandeur des 1. Garnisonbataillons. Er erhielt ebenfalls das Eiserne Kreuz bei Großbeeren.
Im Jahre 1817 war er als Freimaurer Mitglied der Großloge zu den drei Weltkugeln. Er besaß aus familiärem Erbe 1812 bis 1818 gemeinsam mit seinen Geschwistern das Gut Chwarsznau im Kreis Konitz.